# James Tupper
James Howard Tupper, född 4 augusti 1965 i Dartmouth i Nova Scotia, är en kanadensisk skådespelare. Han är känd för att spela rollen som Jack Slattery i ABC-serien Men in Trees, Dr. Chris Sands i NBC's sjukhusdrama Mercy, och David Clarke i ABC's Revenge. Han har också medverkat i den postapokalyptiska thrillerserien Aftermath, samt i HBO-serien Big Little Lies.
James Tupper var mellan åren 2001 och 2009 gift med Kate Mayfield, paret separerade dock redan 2006. Han var därefter i ett förhållande tillsammans med den nu avlidna skådespelerskan Anne Heche, vilket han var mellan åren 2007 och 2018. Ex-paret fick tillsammans en son, som föddes i mars 2009.

## Filmografi (i urval)

### Filmer
- 2001 – Corky Romano
- 2001 – Joe Dirt
- 2008 – Me and Orson Welles
- 2011 – Poppers pingviner
- 2011 – Girl Fight (TV-film)
- 2012 – Playing for Keeps
- 2013 – Nothing Left to Fear
- 2013 – Decoding Annie Parker

### TV-serier
- 2005 – Gilmore Girls (TV-serie)
- 2005 – How I Met Your Mother (TV-serie)
- 2005 – CSI: New York (TV-serie)
- 2006 – Dr. Vegas (TV-serie)
- 2006–2008 – Men in Trees (TV-serie)
- 2008 – Samantha Who? (TV-serie)
- 2008 – The Ex List (TV-serie)
- 2009–2010 – Mercy (TV-serie)
- 2010–2011 – Grey's Anatomy (TV-serie)
- 2011–2015 – Revenge (TV-serie)
- 2014 – Resurrection (TV-serie)
- 2016 – Aftermath (TV-serie)
- 2017–2019 – Big Little Lies (TV-serie)
- 2018 – The Brave (TV-serie)
- 2018–2019 – A Million Little Things (TV-serie)
- 2020 – The Hardy Boys (TV-serie)